# Neodiaptomus laii
Neodiaptomus laii is een eenoogkreeftjessoort uit de familie van de Diaptomidae. De wetenschappelijke naam van de soort is voor het eerst geldig gepubliceerd in 1974 door Kiefer.